# 蘭州鯰
兰州鲇（学名：Silurus lanzhouensis）为鲇科鲇属的鱼类。在中国，分布于黄河水系的兰州及内蒙古托克托县和巴彦淖尔盟四分滩等，體長可達100公分，生活習性不明。该物种的模式产地在黄河水系的兰州及内蒙古托克托县和巴彦淖尔盟四分滩。

## 扩展阅读
- 黄河土著鱼类列表